# Enzmann
Enzmann, est une marque automobile suisse, fondée à Schüpfheim en 1958.

## Histoire de la marque
En 1953, Emil Enzmann décide de construire, dans le garage de sa maison, une voiture en fibre de verre, sur la plateforme et la mécanique d'une Volkswagen Coccinelle. La construction de ce prototype lui prend près de trois ans.
La voiture est présentée à la presse nationale en septembre 1956 puis part pour le Salon automobile de Francfort l'année suivante dans un  but d'exposition uniquement. À cette occasion plusieurs commandes sont passées pour ce modèle qui n'a pas alors encore de nom. Le constructeur fait imprimer des cartes de visites en mentionnant le nom de l'exposant et le numéro de stand: 506. C'est ainsi que sa voiture sera baptisée « Enzmann 506 ».
La particularité de cette voiture de sport est que - pour résoudre le problème de la rigidité de la carrosserie en plastique - elle ne comprend pas de portières. Un évidemment pratiqué de chaque côté sert de marchepied pour enjamber ses flancs.
La production artisanale de celle-ci a commencé en 1958 et a continué à la commande jusqu'en 1968. Moins d'une centaine de modèles seront produits au total.